# Nati nel 1982/Aprile
| Questa pagina contiene informazioni ricavate automaticamente dalle voci biografiche con l'ausilio del template Bio e di un bot. L'aggiornamento è periodico e automatico e ricostruisce completamente la pagina. Se manca una persona in questa lista, sei pregato di non aggiungerla, ma accertati piuttosto che la sua voce biografica contenga il template Bio e che i dati anagrafici siano correttamente compilati. Se il template Bio manca, inseriscilo tu stesso o, in alternativa, metti l'avviso {{tmp\|Bio}} che ne segnala la mancanza. Se i dati riportati sono sbagliati, correggi direttamente la voce biografica; le modifiche saranno visibili in questa lista entro pochi giorni. Per chiarimenti vedi il progetto biografie. La lista contiene solo le 414 persone che sono citate nell'enciclopedia e per le quali è stato implementato correttamente il template Bio. Pagina aggiornata al 10 ago 2025. |

- 1º aprile - Cibo, artista, writer e antifascista italiano
- 1º aprile - Andrei Corneencov, ex calciatore moldavo
- 1º aprile - Erik Daniels, ex cestista statunitense
- 1º aprile - Damjan Danilović, pallanuotista montenegrino
- 1º aprile - Gunnar Heiðar Þorvaldsson, ex calciatore islandese
- 1º aprile - Sam Huntington, attore statunitense
- 1º aprile - Taran Killam, attore statunitense
- 1º aprile - Antonio La Fortezza, ex calciatore italiano
- 1º aprile - Barbara Mervin, ex rugbista a 15, allenatrice di rugby a 15 e imprenditrice canadese
- 1º aprile - Jean Monuma, calciatore haitiano
- 1º aprile - Borja Pérez, ex calciatore spagnolo
- 1º aprile - Ghemon, cantante, rapper e comico italiano
- 1º aprile - Juan Antonio Rodríguez, ex calciatore spagnolo
- 1º aprile - Andreas Thorkildsen, ex giavellottista norvegese
- 1º aprile - Edgar Villamarín, calciatore peruviano
- 1º aprile - Róbert Vittek, ex calciatore slovacco
- 1º aprile - Zhang Xiaoping, pugile cinese
- 2 aprile - Marco Amelia, allenatore di calcio, dirigente sportivo e ex calciatore italiano
- 2 aprile - Erika M. Anderson, cantautrice statunitense
- 2 aprile - Jack Evans, wrestler statunitense
- 2 aprile - David Ferrer, allenatore di tennis e ex tennista spagnolo
- 2 aprile - Simone Flamini, ex cestista italiano
- 2 aprile - Valentina Siccardi, ex cestista italiana
- 3 aprile - Adriano Pereira da Silva, ex calciatore brasiliano
- 3 aprile - Jared Allen, ex giocatore di football americano statunitense
- 3 aprile - Roberto Amadè, cantautore italiano
- 3 aprile - Sambégou Bangoura, ex calciatore guineano
- 3 aprile - Karol Beck, allenatore di tennis e ex tennista slovacco
- 3 aprile - Michael Bonetti, ex sciatore alpino svizzero
- 3 aprile - Cao Tianbao, allenatore di calcio e calciatore cinese
- 3 aprile - Luigi Ferraro, ex rugbista a 15 italiano
- 3 aprile - Gianni Fiorellino, cantautore italiano
- 3 aprile - Iain Fyfe, ex calciatore australiano
- 3 aprile - Kameron Gray, ex cestista statunitense
- 3 aprile - Fler, rapper tedesco
- 3 aprile - Aline Nakashima, modella brasiliana
- 3 aprile - Kristian Nicht, ex calciatore tedesco
- 3 aprile - Deniz Özdoğan, attrice turca
- 3 aprile - Elgabry Rangel, ex calciatore messicano
- 3 aprile - Ruben Schaken, ex calciatore olandese
- 3 aprile - Tomba Singh, allenatore di calcio e ex calciatore indiano
- 3 aprile - Cobie Smulders, attrice e modella canadese
- 3 aprile - Jeremiah White, ex calciatore statunitense
- 4 aprile - Brandon Bochenski, hockeista su ghiaccio statunitense
- 4 aprile - Jaime Bravo, ex calciatore cileno
- 4 aprile - Pamela Conti, allenatrice di calcio e ex calciatrice italiana
- 4 aprile - Curtis Fraser, ex hockeista su ghiaccio canadese
- 4 aprile - Leandro Gobatto, ex calciatore brasiliano
- 4 aprile - Andrea Hewitt, triatleta neozelandese
- 4 aprile - Magnus Jonsson, biatleta svedese
- 4 aprile - Iōannīs Kastritīs, allenatore di pallacanestro greco
- 4 aprile - Rémi Pauriol, ex ciclista su strada francese
- 4 aprile - Jakob Sigurðarson, ex cestista e allenatore di pallacanestro islandese
- 4 aprile - Olivier Tchatchoua, ex calciatore camerunese
- 4 aprile - Kett Turton, attore statunitense
- 4 aprile - Lauren Worsham, attrice e soprano statunitense
- 5 aprile - Hayley Atwell, attrice britannica
- 5 aprile - Lacey Duvalle, ex attrice pornografica statunitense
- 5 aprile - Jon André Fredriksen, calciatore norvegese
- 5 aprile - Thomas Hitzlsperger, dirigente sportivo e ex calciatore tedesco
- 5 aprile - Inna Kočubej, ex cestista e allenatrice di pallacanestro ucraina
- 5 aprile - Masia One, rapper canadese
- 5 aprile - Alexandre Prémat, pilota automobilistico francese
- 5 aprile - Hubert Schwab, ex ciclista su strada svizzero
- 5 aprile - Marcel Seip, ex calciatore olandese
- 5 aprile - Roberto Tartaglia, magistrato italiano
- 5 aprile - Kris Vernarsky, ex hockeista su ghiaccio statunitense
- 5 aprile - Matheus Vivian, ex calciatore brasiliano
- 5 aprile - Fernando Wilhelm, giocatore di calcio a 5 argentino
- 6 aprile - Kolja Afriyie, ex calciatore tedesco
- 6 aprile - Santos Amador, calciatore boliviano
- 6 aprile - Alana Austin, attrice statunitense
- 6 aprile - Evgenïý Averçenko, calciatore kazako
- 6 aprile - Alvin Avinesh, ex calciatore e ex giocatore di calcio a 5 figiano
- 6 aprile - Sofia Boutella, attrice e ballerina algerina
- 6 aprile - Micah Boyd, canottiere statunitense
- 6 aprile - David Cobeño, ex calciatore spagnolo
- 6 aprile - Misleydis Compañy, schermitrice cubana
- 6 aprile - Wim De Decker, allenatore di calcio e ex calciatore belga
- 6 aprile - Marina Elali, cantante, personaggio televisivo e compositrice brasiliana
- 6 aprile - Lisa Franks, ex atleta paralimpica e cestista canadese
- 6 aprile - Hérculez Gómez, ex calciatore statunitense
- 6 aprile - Bret Harrison, attore statunitense
- 6 aprile - Shlomo Karhi, politico israeliano
- 6 aprile - Hiromichi Katano, calciatore giapponese
- 6 aprile - Steve O'Dwyer, giocatore di poker statunitense
- 6 aprile - Adam Raga, pilota motociclistico spagnolo
- 6 aprile - Barry Roche, allenatore di calcio e ex calciatore irlandese
- 6 aprile - Miguel Ángel Silvestre, attore spagnolo
- 7 aprile - Nabil Ashoor, ex calciatore omanita
- 7 aprile - Franz Burgmeier, dirigente sportivo e ex calciatore liechtensteinese
- 7 aprile - Sian Clifford, attrice britannica
- 7 aprile - Sonjay Dutt, wrestler statunitense
- 7 aprile - Soledad Fandiño, attrice argentina
- 7 aprile - Marcelo Jeneci, cantante, compositore e polistrumentista brasiliano
- 7 aprile - Sakda Joemdee, ex calciatore thailandese
- 7 aprile - Agata Mróz, pallavolista polacca († 2008)
- 7 aprile - Laura Nacu, ex cestista rumena
- 7 aprile - Branimir Subaşiç, ex calciatore serbo
- 7 aprile - Gabriella Varga, schermitrice ungherese
- 8 aprile - Jair Dalle Molle, giocatore di calcio a 5 brasiliano
- 8 aprile - Gennadij Golovkin, pugile kazako
- 8 aprile - Ekaterina Kondrat'eva, velocista russa
- 8 aprile - Markus Miller, allenatore di calcio e ex calciatore tedesco
- 8 aprile - Austin Nichols, ex cestista statunitense
- 8 aprile - Jared Reiner, ex cestista statunitense
- 8 aprile - Felipe Sanchón, ex calciatore spagnolo
- 8 aprile - Aleksejs Saramotins, ex ciclista su strada lettone
- 8 aprile - Ljuba Šumejko, modella e fotografa ucraina
- 8 aprile - Alessandro Tulli, ex calciatore italiano
- 8 aprile - Juris Štāls, hockeista su ghiaccio lettone
- 9 aprile - Jay Baruchel, attore, doppiatore e regista canadese
- 9 aprile - Samuel Chapanga, ex calciatore mozambicano
- 9 aprile - Cho Sung-hwan, ex calciatore sudcoreano
- 9 aprile - Olímpio Cipriano, ex cestista angolano
- 9 aprile - Salvatore Costanzo, allenatore di rugby a 15 e rugbista a 15 italiano
- 9 aprile - Mohammed Alhaj, calciatore qatariota
- 9 aprile - Mason Ewing, regista, sceneggiatore e produttore cinematografico camerunese
- 9 aprile - Alessia Gazzola, scrittrice italiana
- 9 aprile - Carlos Hernández Valverde, ex calciatore costaricano
- 9 aprile - Júnior César, ex calciatore brasiliano
- 9 aprile - Julija Raskina, ex ginnasta bielorussa
- 9 aprile - Érika Valek, ex cestista colombiana
- 9 aprile - Hade Vansen, attore e ex wrestler inglese
- 10 aprile - Erhan Bakır, lottatore turco
- 10 aprile - Joanna Christie, attrice britannica
- 10 aprile - Mattia Croci-Torti, allenatore di calcio e ex calciatore svizzero
- 10 aprile - Igor Držík, ex calciatore slovacco
- 10 aprile - Carlos Esquivel, ex calciatore messicano
- 10 aprile - Andre Ethier, ex giocatore di baseball statunitense
- 10 aprile - Stephanie Gehrlein, ex tennista tedesca
- 10 aprile - Yaya Han, modella cinese
- 10 aprile - Ibrahim Kargbo, ex calciatore sierraleonese
- 10 aprile - Damián Lanza, ex calciatore ecuadoriano
- 10 aprile - Chyler Leigh, attrice, cantante e modella statunitense
- 10 aprile - Florian Mennigen, canottiere tedesco
- 10 aprile - Adnan Mravac, ex calciatore bosniaco
- 10 aprile - Rafael Pérez, cestista venezuelano
- 10 aprile - Michaela Uhrová, ex cestista ceca
- 10 aprile - Eduardo Valverde, ex calciatore costaricano
- 11 aprile - Ian Bell, crickettista inglese
- 11 aprile - Jacopo Cullin, attore e regista cinematografico italiano
- 11 aprile - Angel Dark, ex attrice pornografica slovacca
- 11 aprile - Melissa Donà, pallavolista italiana
- 11 aprile - Danja, produttore discografico statunitense
- 11 aprile - Esther Katona, ex cestista tedesca
- 11 aprile - Óliver Laxe, regista, sceneggiatore e attore spagnolo
- 11 aprile - Nadine Warmuth, attrice e doppiatrice tedesca
- 12 aprile - Deen, cantante bosniaco
- 12 aprile - Tamer Bayoumi, taekwondoka egiziano
- 12 aprile - Juan Pablo Brzezicki, ex tennista argentino
- 12 aprile - Gary Caldwell, allenatore di calcio e ex calciatore scozzese
- 12 aprile - Naim Dhifallah, cestista tunisino
- 12 aprile - Jon Chol, ex calciatore nordcoreano
- 12 aprile - Gilbert Melendez, artista marziale misto statunitense
- 12 aprile - Nicholas Monroe, allenatore di tennis e ex tennista statunitense
- 12 aprile - Esteban Ostojich, arbitro di calcio uruguaiano
- 12 aprile - Waldo Ponce, ex calciatore cileno
- 12 aprile - Anna Sivkova, schermitrice russa
- 13 aprile - Federico Crescentini, calciatore sammarinese († 2006)
- 13 aprile - Johan Cronje, mezzofondista sudafricano
- 13 aprile - Innocenzo Di Manno, pallavolista italiano
- 13 aprile - Sub Focus, produttore discografico e disc jockey britannico
- 13 aprile - Bruno Gagliasso, attore e attivista brasiliano
- 13 aprile - Ty Dolla Sign, cantautore e produttore discografico statunitense
- 13 aprile - Tim Hamilton, attore pornografico ceco
- 13 aprile - Jimmy Lidberg, lottatore svedese
- 13 aprile - Nellie McKay, cantautrice, musicista e attrice britannica
- 13 aprile - Jelena Nikolić, pallavolista serba
- 13 aprile - Jukka Rajala, ex sciatore alpino finlandese
- 13 aprile - Giulia Louise Steigerwalt, attrice, regista e sceneggiatrice italiana
- 13 aprile - David Raúl Villalba, calciatore paraguaiano
- 14 aprile - Renat Abdwlïn, ex calciatore kazako
- 14 aprile - Alessia Ambrosi, politica italiana
- 14 aprile - Damián Ayude, allenatore di calcio argentino
- 14 aprile - Assani Bajope, ex calciatore ugandese
- 14 aprile - Vicki Barr, velocista britannica
- 14 aprile - Uğur Boral, ex calciatore turco
- 14 aprile - Mauro Cetto, dirigente sportivo e ex calciatore argentino
- 14 aprile - Caryn Davies, canottiera statunitense
- 14 aprile - Francesco De Bonis, ex ciclista su strada italiano
- 14 aprile - Larissa França, giocatrice di beach volley brasiliana
- 14 aprile - Samuel Isaksen, calciatore norvegese
- 14 aprile - Mislav Karoglan, allenatore di calcio e ex calciatore bosniaco
- 14 aprile - Łukasz Madej, ex calciatore polacco
- 14 aprile - Cyrille Merville, ex calciatore francese
- 14 aprile - Silvio Muccino, attore, sceneggiatore e regista italiano
- 14 aprile - Paolla Oliveira, attrice brasiliana
- 14 aprile - Nataša Popović, ex cestista montenegrina
- 14 aprile - Sara Varga, cantante svedese
- 14 aprile - Tera Wray, attrice pornografica statunitense († 2016)
- 15 aprile - Bruce Abdoulaye, allenatore di calcio e ex calciatore francese
- 15 aprile - Carlos André Filipe Martins, ex calciatore portoghese
- 15 aprile - Marko Bošković, ex calciatore serbo
- 15 aprile - Damià Abella, ex calciatore spagnolo
- 15 aprile - Ester Dean, cantautrice, produttrice discografica e attrice statunitense
- 15 aprile - Matteo Formenti, cestista italiano
- 15 aprile - Ho Wan Chow, pilota motociclistico cinese
- 15 aprile - Steffen Justus, triatleta tedesco
- 15 aprile - Sergej Karaulov, ex cestista uzbeko
- 15 aprile - Bani Lozano, ex calciatore honduregno
- 15 aprile - Johnny Lundberg, ex calciatore svedese
- 15 aprile - Juliana Moreira, modella, showgirl e conduttrice televisiva brasiliana
- 15 aprile - Jean-Jacques Nkouloukidi, marciatore italiano
- 15 aprile - Albert Riera, allenatore di calcio e ex calciatore spagnolo
- 15 aprile - Seth Rogen, attore, comico e regista canadese
- 15 aprile - João Pedro Santos Gonçalves, ex calciatore portoghese
- 15 aprile - Andrij Stadnik, lottatore ucraino
- 15 aprile - Luca Sut, politico italiano
- 15 aprile - Christina Wheeler, ex tennista australiana
- 16 aprile - Jessica Brungo, ex cestista statunitense
- 16 aprile - Gina Carano, attrice e ex artista marziale mista statunitense
- 16 aprile - Vito Dellino, ex sollevatore italiano
- 16 aprile - Boris Diaw, ex cestista francese
- 16 aprile - Lee So-yeon, attrice sudcoreana
- 16 aprile - Vitalij Lysyc'kyj, ex calciatore ucraino
- 16 aprile - Mikey Neumann, youtuber e sceneggiatore statunitense
- 16 aprile - Robert Popov, ex calciatore macedone
- 16 aprile - Michael Ratajczak, ex calciatore tedesco
- 16 aprile - Mouhamadou Traoré, ex calciatore senegalese
- 16 aprile - Jonathan Vilma, giocatore di football americano statunitense
- 16 aprile - Robert Whaley, ex cestista statunitense
- 17 aprile - Mohammad Muneer, ex calciatore giordano
- 17 aprile - Samson Barmao, ex maratoneta keniota
- 17 aprile - Cristian Berra, ex calciatore argentino
- 17 aprile - Holly Brooks, ex fondista statunitense
- 17 aprile - Mamadou Diallo, ex calciatore maliano
- 17 aprile - Joetex Asamoah Frimpong, ex calciatore ghanese
- 17 aprile - Lisa Gatto, ex pistard e ciclista su strada italiana
- 17 aprile - Marvin González, ex calciatore salvadoregno
- 17 aprile - Terence Joubert, schermidore francese
- 17 aprile - Martin Kampmann, artista marziale misto danese
- 17 aprile - Taja, cantante lituana
- 17 aprile - Lee Joon-gi, attore, cantante e modello sudcoreano
- 17 aprile - Lee Si-young, attrice e ex pugile sudcoreana
- 17 aprile - Wouter Mol, ex ciclista su strada olandese
- 17 aprile - Barbara Weldens, cantante, artista e circense francese († 2017)
- 17 aprile - Tyron Woodley, artista marziale misto, pugile e attore statunitense
- 17 aprile - Jaouad Zairi, ex calciatore marocchino
- 18 aprile - Ljudmila Anan'ka, ex biatleta bielorussa
- 18 aprile - Solomon Bates, ex giocatore di football americano statunitense
- 18 aprile - Éric Bernard, attore francese
- 18 aprile - Serhij Čepornjuk, ex giocatore di calcio a 5 ucraino
- 18 aprile - Jamion Christian, allenatore di pallacanestro statunitense
- 18 aprile - Francesco Di Paolo, ex ciclista su strada italiano
- 18 aprile - Simone Farina, dirigente sportivo e ex calciatore italiano
- 18 aprile - Z Gorres, pugile filippino
- 18 aprile - Kiril Kotev, ex calciatore bulgaro
- 18 aprile - Sergej Maslennikov, ex combinatista nordico russo
- 18 aprile - Giovanna Micol, velista italiana
- 18 aprile - Santiago Morero, ex calciatore argentino
- 18 aprile - Darren Sutherland, pugile irlandese († 2009)
- 18 aprile - Marie-Élaine Thibert, cantante canadese
- 18 aprile - David Toledo, ex calciatore messicano
- 18 aprile - The Toxic Avenger, disc jockey, compositore e produttore discografico francese
- 18 aprile - Christian Traoré, ex calciatore danese
- 18 aprile - Alisa Weilerstein, violoncellista statunitense
- 18 aprile - Solonei da Silva, mezzofondista e maratoneta brasiliano
- 19 aprile - Ivan Alypov, ex fondista russo
- 19 aprile - Blitz Bazawule, regista, sceneggiatore e cantautore ghanese
- 19 aprile - Benoît Begué, ex pallavolista francese
- 19 aprile - Bertrand Carletti, pallavolista francese
- 19 aprile - Daniele Colli, ex ciclista su strada italiano
- 19 aprile - Kadir Doğulu, attore turco
- 19 aprile - Joseph Hagerty, ginnasta statunitense
- 19 aprile - Ola Vigen Hattestad, ex fondista norvegese
- 19 aprile - Jarkko Immonen, hockeista su ghiaccio finlandese
- 19 aprile - Filip Jícha, ex pallamanista e allenatore di pallamano ceco
- 19 aprile - Edmar Lacerda da Silva, allenatore di calcio e ex calciatore brasiliano
- 19 aprile - Marta Milans, attrice spagnola
- 19 aprile - Aurore Mongel, nuotatrice francese
- 19 aprile - Cassandra Morris, attrice, doppiatrice e scrittrice statunitense
- 19 aprile - Víctor Ozuna, ex cestista paraguaiano
- 19 aprile - Emiliano Papa, ex calciatore argentino
- 19 aprile - Rocco Sabato, ex calciatore italiano
- 19 aprile - Ignacio Serricchio, attore argentino
- 19 aprile - Sitiveni Sivivatu, rugbista a 15 neozelandese
- 19 aprile - Rustem Umjerov, politico ucraino
- 19 aprile - Massimo Vavassori, sceneggiatore italiano
- 19 aprile - Ali Wong, comica, attrice e scrittrice statunitense
- 20 aprile - Samir Belamri, giocatore di beach soccer francese
- 20 aprile - Jānis Blūms, ex cestista lettone
- 20 aprile - B. J. Britt, attore statunitense
- 20 aprile - Julia Marcell, cantante polacca
- 20 aprile - Doren Haentsch, schermitrice tedesca
- 20 aprile - Yoan Luis Haití, ex cestista cubano
- 20 aprile - Kid Harpoon, produttore discografico, paroliere e cantautore britannico
- 20 aprile - Sayaka Kamiya, attrice e modella giapponese
- 20 aprile - Dario Knežević, ex calciatore croato
- 20 aprile - René Makondele, ex calciatore congolese (Repubblica Democratica del Congo)
- 20 aprile - Keiichiro Nagashima, pattinatore di velocità su ghiaccio giapponese
- 20 aprile - Fernando Macedo da Silva, ex calciatore spagnolo
- 20 aprile - Ismaël N'Diaye, ex cestista e allenatore di pallacanestro ivoriano
- 20 aprile - Arnoud Okken, mezzofondista olandese
- 20 aprile - Esther Oyema, sollevatrice nigeriana
- 20 aprile - Juan Quiroga, ex calciatore argentino
- 20 aprile - Guwanç Rejepow, calciatore turkmeno
- 21 aprile - Khalif Barnes, giocatore di football americano statunitense
- 21 aprile - Albino Cossa, ex calciatore mozambicano
- 21 aprile - Claybourne Elder, attore e cantante statunitense
- 21 aprile - Matías Escobar, ex calciatore argentino
- 21 aprile - Pëtr Petrovič Fëdorov, attore, produttore cinematografico e sceneggiatore russo
- 21 aprile - Terrence Jenkins, conduttore televisivo, attore e giornalista statunitense
- 21 aprile - Kutiman, musicista israeliano
- 21 aprile - Samuel Peron, ballerino e personaggio televisivo italiano
- 21 aprile - Patrik Sandell, pilota di rally svedese
- 21 aprile - Enoch Showunmi, ex calciatore nigeriano
- 21 aprile - Carnell Williams, ex giocatore di football americano statunitense
- 22 aprile - Eduardo Barroca, allenatore di calcio brasiliano
- 22 aprile - Robbie Doyle, ex calciatore irlandese
- 22 aprile - Cassidy Freeman, attrice e cantante statunitense
- 22 aprile - Benjamin Giezendanner, imprenditore e politico svizzero
- 22 aprile - Kaká, ex calciatore brasiliano
- 22 aprile - Toni Lang, ex sciatore nordico tedesco
- 22 aprile - Jorge Molina, ex calciatore spagnolo
- 22 aprile - Noriko Shitaya, doppiatrice giapponese
- 22 aprile - Scott Touzinsky, ex pallavolista statunitense
- 23 aprile - Geōrgios Amparīs, ex calciatore greco
- 23 aprile - Maxime Beaumont, canoista francese
- 23 aprile - Kyle Beckerman, ex calciatore statunitense
- 23 aprile - Jerry Johnson, ex cestista statunitense
- 23 aprile - Birger Madsen, ex calciatore norvegese
- 23 aprile - Lars Nordberg, pallamanista e ex calciatore norvegese
- 23 aprile - Giulia Perelli, ex calciatrice italiana
- 23 aprile - Phan Văn Tài Em, calciatore vietnamita
- 23 aprile - Rhys Thomas, rugbista a 15 gallese
- 23 aprile - Andy Webster, ex calciatore scozzese
- 23 aprile - Jorge Henrique de Souza, calciatore brasiliano
- 24 aprile - Pavel Bykov, schermidore russo
- 24 aprile - Irina Viktorovna Čaščina, ex ginnasta russa
- 24 aprile - Kelly Clarkson, cantautrice e conduttrice televisiva statunitense
- 24 aprile - Nicole Davis, ex pallavolista statunitense
- 24 aprile - Maryja Kalesnikava, musicista e politica bielorussa
- 24 aprile - Nuno, ex calciatore angolano
- 24 aprile - David Oliver, ex ostacolista statunitense
- 24 aprile - Patrick Pemberton, calciatore costaricano
- 24 aprile - Simon Tischer, pallavolista tedesco
- 24 aprile - Mikayil Yusifov, ex calciatore azero
- 25 aprile - Roland Dean, ex calciatore giamaicano
- 25 aprile - Frane Despotović, allenatore di calcio a 5, ex giocatore di calcio a 5 e ex calciatore croato
- 25 aprile - Mário Gil Fernandes, allenatore di pallacanestro e ex cestista portoghese
- 25 aprile - Paul Hodgson, ex rugbista a 15 e allenatore di rugby a 15 britannico
- 25 aprile - Josh Kelly, attore statunitense
- 25 aprile - Jacqueline Lawrence, canoista australiana
- 25 aprile - Mark López, taekwondoka statunitense
- 25 aprile - Carlos Morbán, ex cestista dominicano
- 26 aprile - Amazing Red, wrestler portoricano
- 26 aprile - Simona Antonelli, ex cestista italiana
- 26 aprile - Steffen Ernemann, ex calciatore danese
- 26 aprile - Brock Gillespie, ex cestista statunitense
- 26 aprile - Yankiel León, pugile cubano
- 26 aprile - Ivan McFarlin, ex cestista statunitense
- 26 aprile - Narciso Mina, ex calciatore ecuadoriano
- 26 aprile - Éric Molina, pugile statunitense
- 26 aprile - Lloyd Mondory, ex ciclista su strada francese
- 26 aprile - Antónia Moreira, judoka angolana
- 26 aprile - Donatien Mortelette, canottiere francese
- 26 aprile - Sergi Panadero, hockeista su pista spagnolo
- 26 aprile - Jerusa Geber Santos, atleta paralimpica brasiliana
- 26 aprile - Leandro Tatu, ex calciatore brasiliano
- 26 aprile - Yusnier Viera, matematico cubano
- 26 aprile - Novlene Williams-Mills, velocista giamaicana
- 27 aprile - Moayad Abu Keshek, calciatore giordano
- 27 aprile - Samuel Anderson, attore britannico
- 27 aprile - Boldizsár Bodor, ex calciatore ungherese
- 27 aprile - Pavel Bosák, ex cestista ceco
- 27 aprile - José Luis Carrasco, ex ciclista su strada spagnolo
- 27 aprile - Jordi Codina, allenatore di calcio e ex calciatore spagnolo
- 27 aprile - Melissa Dowse, ex tennista australiana
- 27 aprile - Demián Filloy, ex cestista argentino
- 27 aprile - Patricia Lockwood, scrittrice e poetessa statunitense
- 27 aprile - Juan Eduardo Martín, ex calciatore argentino
- 27 aprile - Marcus Melvin, ex cestista statunitense
- 27 aprile - François Parisien, ex ciclista su strada canadese
- 27 aprile - Yutaka Tahara, ex calciatore giapponese
- 28 aprile - Milutin Aleksić, ex cestista serbo
- 28 aprile - Diego Figueredo, calciatore paraguaiano
- 28 aprile - Angelo Frammartino, pacifista italiano († 2006)
- 28 aprile - Pablo González Yagüe, giornalista russo
- 28 aprile - Chris Kaman, ex cestista statunitense
- 28 aprile - David Lindgren, cantante svedese
- 28 aprile - Koel Mallick, attrice indiana
- 28 aprile - Dario Mansilla, ex cestista argentino
- 28 aprile - Stefano Seedorf, ex calciatore olandese
- 28 aprile - Harry Shum Jr., attore e ballerino costaricano
- 28 aprile - Heidi Solheim, cantante norvegese
- 28 aprile - Wendel Geraldo Maurício e Silva, ex calciatore brasiliano
- 29 aprile - Aksana, modella, ex wrestler e ex culturista lituana
- 29 aprile - Aljaksandr Bahdanovič, canoista bielorusso
- 29 aprile - Antonio Bucciero, ex ciclista su strada italiano
- 29 aprile - Juan Manuel Fabi, ex cestista argentino
- 29 aprile - Luymar Hernández, schermidore venezuelano
- 29 aprile - Rolando Howell, cestista statunitense († 2016)
- 29 aprile - Marija Karan, attrice serba
- 29 aprile - Laura Karasek, avvocato, conduttrice radiofonica e scrittrice tedesca
- 29 aprile - Constanza Landra, ex cestista argentina
- 29 aprile - Zuzka Light, attrice ceca
- 29 aprile - Daniel López Alcañiz, ex cestista spagnolo
- 29 aprile - Angelo Martha, ex calciatore olandese
- 29 aprile - Carlos Martins, ex calciatore portoghese
- 29 aprile - Scott Nails, attore pornografico statunitense
- 29 aprile - Kate Nauta, attrice, modella e cantante statunitense
- 29 aprile - Oluchi Onweagba, modella nigeriana
- 29 aprile - Bar Paly, modella e attrice israeliana
- 29 aprile - Ivan Zoni, fumettista e illustratore italiano
- 30 aprile - Lloyd Banks, rapper statunitense
- 30 aprile - Kirsten Dunst, attrice e ex modella statunitense
- 30 aprile - Mario Lička, calciatore ceco
- 30 aprile - Almiro Lobo, calciatore mozambicano
- 30 aprile - Drew Seeley, attore, cantante e produttore cinematografico canadese
- 30 aprile - Marcel Sieberg, ex ciclista su strada tedesco
- 30 aprile - Marta Simoncelli, schermitrice italiana
- 30 aprile - Max Weinhold, hockeista su prato tedesco
- 30 aprile - Breeda Wool, attrice statunitense